# Рабство у древних германцев
На окраинах Римской империи жили так называемые «варварские» племена. Варварами римляне именовали всех негреков и неримлян. Наиболее многочисленными были племена славян, кельтов и германцев. Под общим названием германцев римляне подразумевали все народы, жившие на восток от Рейна, между Альпами и Северным морем.
Вообще, во времена Цезаря у германцев не существовало общего государственного строя, но можно говорить о характерных чертах общественного уклада, к которым безусловно относится рабство. Древнегерманское племя обычно состояло из свободных членов племени (вождей, старейшин, жрецов, воинов, вольноотпущенников, женщин) и рабов. Свободные германцы различались по имущественному положению, владея тем, или иным количеством рабов, оружия и другой собственности. Основная тяжесть работ ложилась на плечи женщин и рабов. Рабов свободные германцы использовали в качестве вьючного скота, закалывали для жертвоприношений, сжигали на кострах или закапывали в одной могиле с господином: ясные указания на эти факты можно найти в германской мифологии.

## Разновидности древнегерманских рабов
«Германия» Тацита рисует рабство в очень мягкой форме — сравнительно, по крайней мере, с античным рабством. Правда, случается, что «господин убивает своих рабов, но это бывает лишь в припадке гнева» и притом довольно редко. Германские хозяйственные рабы — по сути крепостные крестьяне в большинстве вели самостоятельное хозяйство на землях господина, обязываясь лишь вносить известный оброк господину — зерном, скотом, одеждой. Они были прикреплены не столько к личности господина, сколько к земле.
Другая разновидность — домашние рабы для услуг в доме господина, но число их было невелико, и притом германцы ещё находились на той ступени развития, когда между рабом и господином — и во внешнем положении, и в мыслях, и в чувствах — нет слишком резкой демаркационной линии. При таких условиях рабство обыкновенно носит мягкий характер.
Кроме военнопленных, рабами могли быть германцы, лишённые свободы, в том числе и те, кто проигрывал свою свободу в кости; долги также бывали причиной обращения в рабство. Германцев, проигравших свою свободу, спешили, однако, сбыть с рук куда-либо дальше, так как держать их у себя было опасно. Последнее обстоятельство указывает на существование работорговли, но прямых сведений о ней нет.

## Особенности внешнего вида древнегерманского раба
Римский историк Тацит (около 98 г. н. э.) сообщает, что по своему внешнему виду рабы отличались от свободных людей: они не имели права носить длинных волос, да и одежда их разнилась от одежды свободных. Существование многочисленных церемоний и формул, сопровождавших освобождение из рабства, доказывает, что оно случалось часто. Вольноотпущенники занимали очень низкое общественное положение и в политической жизни не играли никакой роли.

## Особенности древнегерманского рабства
Особенность древнегерманского рабства, заключавшаяся в наделении раба участком земли, в эпоху «нашествия варваров» и разложения Римской империи значительно способствовала развитию вышеупомянутого слияния рабов-casati с колонами. Совершавшийся в это время процесс превращения римской городской культуры в деревенскую с преобладанием мелкого крестьянского хозяйства, поставленного в зависимость от господина, привёл к крайнему ограничению рабства и сосредоточению его, да и то в очень небольших размерах, в стенах дома. К XIII в. почти на всем пространстве Западной Европы исчезают и эти остатки рабства. Лишь в Испании вследствие постоянных сношений с мусульманами торговля рабами продолжалась до XVI в., когда с открытием Нового Света и образованием колоний рабство ещё раз расцвело со всеми своими ужасами и вредным влиянием на цивилизацию. Кроме Испании, в Средние века встречались рынки для работорговли в Италии, главным образом в Риме, где венецианцы скупали белых для перепродажи их мусульманам.